# إنريك ماس
إنريك ماس (بالإسبانية: Enric Mas) (و. 1995  م) هو راكب دراجة هوائية إسباني، ولد في أرتا، جزر البليار، مركز لعبه هو متخصص التسلق ‏.

## سباقات أو مراحل فاز بها
| التاريخ        | السباق                        | المركز                                                                                           |
| -------------- | ----------------------------- | ------------------------------------------------------------------------------------------------ |
| 01 يونيو 2014  | 2014 Peace Race U23           | الثالث في تصنيف النقاط، الرابع في التصنيف العام                                                  |
| 01 يناير 2016  | 2016 Giro della Valle d'Aosta |                                                                                                  |
| 20 مارس 2016   | فولتا الينتيخو 2016           | الفائز في التصنيف العام                                                                          |
| 05 يونيو 2016  | 2016 Peace Race U23           | الرابع في تصنيف الجبال                                                                           |
| 19 يونيو 2016  | طواف باي دو سافوا 2016        | الفائز في التصنيف العام                                                                          |
| 19 يونيو 2016  | طواف باي دو سافوا 2016        | الفائز في التصنيف العام                                                                          |
| 08 أبريل 2017  | طواف إقليم الباسك 2017        | المرتبة 14 في التصنيف العام                                                                      |
| 20 مايو 2017   | طواف كاليفورنيا 2017          | الرابع في تصنيف أفضل شاب                                                                         |
| 05 أغسطس 2017  | طواف برغش 2017                | الثاني في التصنيف العام                                                                          |
| 21 يناير 2018  | داون أندر 2018                | السادس في تصنيف أفضل شاب                                                                         |
| 25 فبراير 2018 | طواف أبو ظبي 2018             | الثامن في تصنيف أفضل شاب                                                                         |
| 07 أبريل 2018  | طواف إقليم الباسك 2018        | الأول في تصنيف أفضل شاب، الثالث في تصنيف النقاط، الرابع في تصنيف الجبال، السادس في التصنيف العام |
| 17 يونيو 2018  | طواف سويسرا 2018              | الأول في تصنيف أفضل شاب، الرابع في التصنيف العام                                                 |
| 22 أكتوبر 2019 | طواف قوانغشي 2019             | الأول في التصنيف العام، الأول في تصنيف أفضل شاب، الرابع في تصنيف الجبال، السابع في تصنيف النقاط  |
| 08 نوفمبر 2020 | طواف إسبانيا 2020             | الأول في تصنيف أفضل شاب، العاشر في تصنيف النقاط، الخامس في التصنيف العام                         |
| 08 نوفمبر 2020 | Spanish Road Cycling Cup 2020 |                                                                                                  |
| 01 أكتوبر 2022 | طواف إيميليا 2022             | الفائز في التصنيف العام                                                                          |

## روابط خارجية
- إنريك ماس على موقع الاتحاد الدولي للدراجات (الإنجليزية)
- إنريك ماس على موقع أرشيف الدراجات (الإنجليزية)
- إنريك ماس على موقع إحصائيات الدراجات الإحترافية (الإنجليزية)
- إنريك ماس على موقع نسبة الدراجات (الإنجليزية)
- إنريك ماس على موقع CycleBase (الإنجليزية)